# Султан Баязид джамия (Кочан)
Султан Баязид джамия е действащ мюсюлмански молитвен дом в неврокопското село Кочан, България.
Според плочата на джамията първият храм е издигнат в 1545 година. По време на Вързродителния процес в 1987 година имуществото на джамията е разграбено. На 22 февруари 1987 година минарето е съборено върху останалата част на джамията. Надгробните плочи от имамското гробище зад джамията са предварително заровени и така са спасени.
След падането на комунистическия режим джамията е възстановена, като ремонтът завършва на 2 декември 1990 година, спонсориран от Хюсеин Алиев Бошнаков и Луман Сулев.
- Старата плоча над входа
- Новата плоча